# بيدرو بينيدا
بيدرو بينيدا (بالإسبانية: Pedro Pineda)‏ (30 نوفمبر 1971 في المكسيك - ) هو لاعب كرة قدم مكسيكي في مركز الهجوم، شارك في الألعاب الأولمبية الصيفية 1992. وشارك مع منتخب المكسيك تحت 20 سنة لكرة القدم ومنتخب المكسيك لكرة القدم. أما مع النوادي، فقد لعب مع أتلانتي إف سي وكروز آزول ونادي أمريكا ونادي باتشوكا ونادي بويبلا ونادي غوادالاخارا ونادي غوادالاخارا ونادي مونتيري ونادي نيكاكسا وطوروس نيزا وريبوسيروس دي لا بيداد ‏.

## وصلات خارجية
- بيدرو بينيدا على موقع الاتحاد الدولي (مؤرشف)  (الإنجليزية)
- بيدرو بينيدا على موقع قاعدة بيانات كرة القدم.إي يو (الإنجليزية)
- بيدرو بينيدا على موقع أوليمبيديا (الإنجليزية)